# Geli Raubal
|  | Spekulativ artikel Bemærk at denne artikel er præget af spekulationer og bør omskrives, så fakta er understøttet af verificerbare kilder. |

Angelika "Geli" Maria Raubal (født 4. juni 1908 i Linz, Østrig, død 18. september 1931 i München, Tyskland) var datter af Angela Raubal, der var Adolf Hitlers halvsøster. Raubal var dermed Hitlers halvniece.

## Biografi
Hitler tillod ikke Raubal at omgås sine venner frit. Han forsøgte at få nogen, han stolede på, til at passe på hende hele tiden. Men Raubal, som var en livlig kvinde, bevarede kontrollen over sig selv. På et tidspunkt havde hun tilmed en affære med Emil Maurice, Hitlers chauffør og en af grundlæggerne af SS. Han blev afskediget, men genansat og forfremmet.

## Død
Raubal blev fundet død af et skud den 18. september 1931 i Hitlers lejlighed i München, hvor hun havde begået selvmord i en alder af 23 år. Der opstod mange rygter, blandt andet at Hitler havde skudt hende eller fået nogen til det på grund af hendes utroskab. Pistolen var Hitlers, og de havde haft et sammenstød kort forinden. Efter hendes død truede Hitler med at begå selvmord. Det truede han ofte med i pressede situationer, fx efter det mislykkede Ølkælderkup.  
Hitler var sikkert dybt forelsket i hende og ændrede personlighed efter hendes død. Han fortsatte med at tegne hele livet. Mange skitser fra den 2. verdenskrig forestillede kvinder, og mindst en af dem var Geli Raubal.  
Hitler begyndte to år før Raubals død at omgås den 19-årige Eva Braun. 